# تکرار فاصله‌دار

در سیستم لایتنر، کارت‌هایی که به درستی پاسخ داده شده‌اند، به کادر بعدی با تعداد کم‌تر منتقل می‌شوند، در حالی که کارت‌هایی که پاسخ نادرست داده شده‌اند، برای بررسی و تکرار مجدد به کادر اول بازمی‌گردند.

تکرار فاصله دار یکی از شیوه‌های یادگیری مبتنی بر شواهد است که همواره با فلش کارت انجام میشود. فلش کارت‌های نو و سخت تر به نسبت یادگیری به دفعات بیشتر نشان داده می‌شوند، در حالی که فلش کارت‌های قدیمی تر و آسان‌تر کمتر نشان داده می‌شوند تا از اثر فاصله روانی استفاده کنند. ثابت شده است که استفاده از تکرار فاصله دار باعث افزایش سرعت یادگیری می‌شود.

تکرار فاصله دار با منحنی‌های فراموش شده

اگرچه این اصل در بسیاری از زمینه‌ها مفید می‌باشد، اما تکرار فاصله در زمینه‌هایی که در آن آموزنده باید موارد بسیاری را به خاطر بسپرد، کاربرد دارد؛ بنابراین برای آموختن واژگان در یادگیری زبان نیز مثمر ثمر می‌باشد. تعدادی از برنامه‌های نرم‌افزاری تکرار فاصله برای یاری به روند یادگیری طراحی شده‌اند. همچنین امکان انجام تکرار فاصله با فلش کارت‌های فیزیکی با استفاده از سیستم لایتنر وجود دارد. این اثر آزمودن و بازگویی را می‌توان برای بهبود حافظه بلند مدت ترکیب کرد؛ بنابراین، یادسپاری می‌تواند آسان‌تر باشد.

## تاریخچه
تکرار فاصله دار اولین بار در دهه ۱۸۸۰ توسط دانشمند آلمانی هرمان ابینگهاوس طراحی شد. ابینگهاوس «منحنی فراموشی» را ایجاد کرد: نموداری که فراموشی دانسته‌ها را با معیار زمان به تصویر می‌کشد. و فرض کرد که می‌توان با مرور چنین اطلاعاتی در چندین بازه زمانی در یک دوره زمانی، فرایند یادسپاری را مهار کرد.
محققان در طول توسعه تکرار فواصل دریافته اند که بیماران دچار به زوال عقل که از این تکنیک استفاده می‌کنند، می‌توانند هفته‌ها - حتی ماه‌ها - اطلاعات را به خاطر بیاورند. این تکنیک در کمک به بیماران در به یاد سپردن نام اشیاء خاص، وظایف روزانه، ارتباط نام چهره، اطلاعات مربوط به خود و بسیاری از حقایق و رفتارهای دیگر موفق بوده است (اسمال، 2012). شواهد آزمایشی کافی نشان می‌دهد که تکرار با فاصله در یادگیری اطلاعات جدید و یادآوری اطلاعات گذشته ارزشمند است.

## الگوریتم‌ها
چندین خانواده از الگوریتم‌های تکرار فاصله وجود دارد:
- سیستم لایتنر: ۵ سطح و تعداد دلخواه مراحل
- مبتنی بر شبکه عصبی[۶]
- خانواده الگوریتم‌های SM (SuperMemo): SM-0 (یک پیاده‌سازی کاغذ) تا SM-18[۷] (در SuperMemo 18)
- DASH (مشکل، توانایی و سابقه مطالعه) خانواده
- SSP-MMC[۸] (کوتاهترین مسیر تصادفی که هزینه حافظه را به حداقل می‌رساند) و FSRS نزدیک[۹] (زمانبندی تکرار فاصله آزاد)، مورد دوم در Anki از نسخه 23.10[۱۰] و در RemNote موجود است. از نسخه 1.16[۱۱]

برخی این نظریه را مطرح کرده‌اند که طول دقیق فواصل تأثیر زیادی بر اثربخشی الگوریتم ندارد، اگرچه توسط دیگران پیشنهاد شده است که بازه (فاصله گسترش یافته در مقابل بازه ثابت و غیره) بسیار مهم است. نتایج تجربی در مورد این نقطه مخلوط است.

## پیاده‌سازی‌ها

### نرم‌افزار

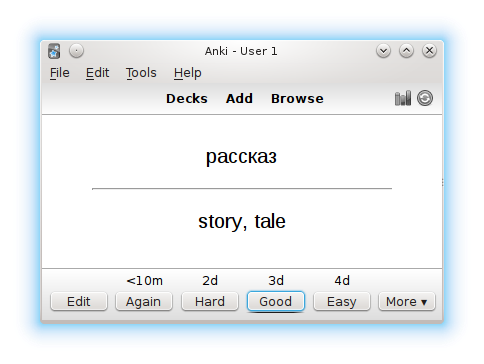
از Anki برای حفظ واژگان روسی استفاده می‌شود

اکثر نرم‌افزارهای تکرار فاصله دار (SRS) بر اساس سبک یادگیری دستی با فلش کارت‌های واقعی مدل‌سازی شده‌اند: مواردی که باید به خاطر بسپارید به صورت جفت پرسش و پاسخ وارد برنامه می‌شوند. هنگامی که قرار است یک جفت بررسی شود، سؤال روی صفحه نمایش داده می‌شود و کاربر باید سعی کند پاسخ دهد. پس از پاسخ دادن، کاربر به صورت دستی پاسخ را فاش می‌کند و سپس به برنامه (به صورت ذهنی) می‌گوید که پاسخ دادن چقدر دشوار بوده است. این برنامه جفت‌ها را بر اساس الگوریتم‌های تکرار فاصله ای زمان‌بندی می‌کند. بدون برنامه کامپیوتری، کاربر باید فلش کارت‌های فیزیکی را برنامه‌ریزی کند.که زمان بر است و کاربران را به الگوریتم‌های ساده ای مانند سیستم لایتنر محدود می‌کند.

## انتقاد
مدت هاست که استدلال می‌شود تکرار فاصله با فواصل افزایشی مفیدترین نسخه از این روش یادگیری است، اما تحقیقاتی که روش‌های تکرار را مقایسه می‌کند، نشان داده است که تفاوتِ بین تکرار افزایشی و تکرار با دوره زمانی ثابت بسیار کم است. مقاله ای که توسط جان ال دوبسون نوشته شده است، مواردی را پیدا کرده است که در آن بازیابی مطلق حتی بهتر از افزایشی است. حدس و گمان اصلی برای این طیف از نتایج این است که تحقیقات قبلی احتمال تأثیر نتایج آنها را بر شرایط فاصله یا تعداد تکرارهای موفق در طول دوره‌های مطالعه حساب نکرده است.
دو منطق از اجرای فاصله در این تکرار وجود دارد. یک فاصله مطلق است. در فاصله مطلق فرایند بازیابی دانسته ها ثابت است، به این معنی که تفاوتی ندارد شما اطلاعات را درست بازیابی کرده‌اید یا خیر. نمونه ای از این می‌تواند این باشد که شرکت کنندگان در مجموع برای ۳۰ دوره آزمایشی مطالعه کنند، اما فاصله این آزمایش‌ها می‌تواند افزایشی یا ثابت باشد. شکل دوم فاصله نسبی نام دارد. فاصله نسبی فاصله آزمایش‌ها بین هر آزمون را اندازه‌گیری می‌کند. یک مثال از این امر این است که اگر فاصله مطلق سی باشد، شرکت کنندگان یا فواصل در حال افزایش (۱-۵-۱۰-۱۴) یا فواصل یکنواخت (۵-۵-۵-۵-۵-۵-۵) خواهند داشت. این در اندازه‌گیری اینکه آیا یک نوع برنامه تکرار مفیدتر از دیگری است یا خیر، مهم است.